# Отказанная игра Каулена
Отказанная игра Каулена — дебют в русских шашках. После 1.gf4 черные отказываются от характерного для дебюта Игра Каулена хода 1…fe5 и играют на правом фланге системы c ответом 1…dс5 или 1…ba5. Откуда и происходит название. Очень редко применяется название для игры с 1…dс5 название Игра Голосуева
Принятое в ранней теории название двух главных вариантов, выделяемых в отдельные дебюты:
Отказанная система игры Каулена 1.gf4 ba5
Отказанная система игры Каулена 1.gf4 dc5
Систему  1.g3-f4 d6-c5 2.c3-b4 e7-d6 3.b4-a5 f8-e7 4.f2-g3 подробно разработал гроссмейстер В.Голосуев (ж. Шашечный Израиль, 2-2009, С.20).